# Sandschak Ohrid

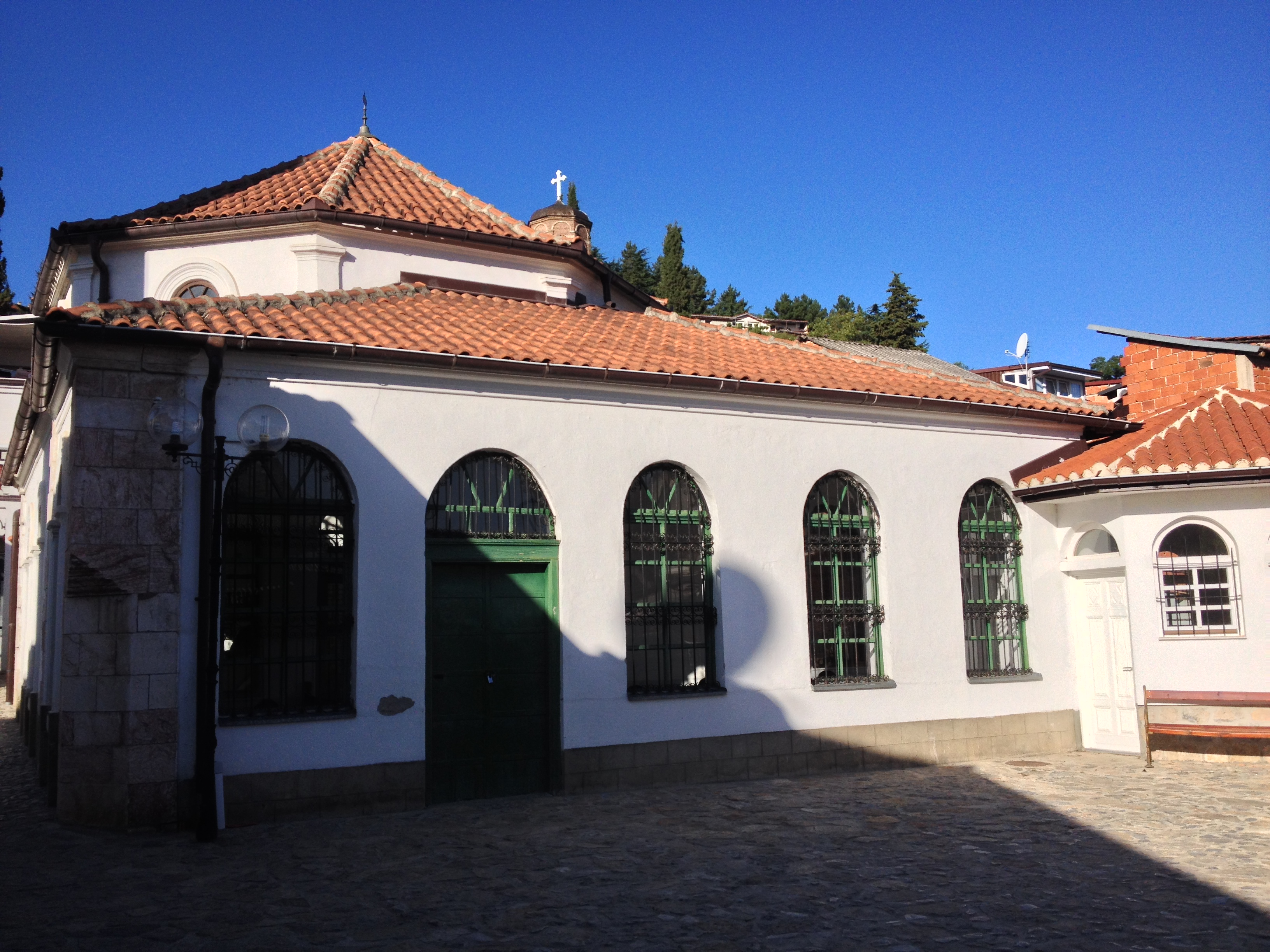
Als Sandschak-Hauptstadt war Ohrid nicht nur ein administratives, sondern auch ein religiöses Zentrum des Gebiets. Vor allem viele Derwische zog es in die Stadt, wo sie zwei Tekken gründeten. Im Bild ist die Mohammed-Hadschi-Hayati-Tekke (gleich neben der Zeynel-Abedin-Pascha-Moschee) zu sehen.

Der Sandschak Ohrid (türkisch Ohri Sancağı; albanisch Sanxhaku i Ohrit; bulgarisch Охридски санджак Ohridski sandschak; mazedonisch Охридски санџак Ohridski sanǆak) war ein 1395 errichteter Sandschak (eine Unterabteilung in der Provinzialverwaltung) des Osmanischen Reiches. Ohrid war die Hauptstadt.

## Geschichte
Der Sandschak Ohrid war einer der ältesten Sandschaks des Eyâlets Rumelien. Am Anfang war Bitola (türkisch Manastır) die Hauptstadt der Verwaltungseinheit, weswegen in Quellen manchmal auch von Sandschak Monastir oder Sandschak Bitola die Rede ist.
1406 war Junayd von Aydın, der letzte Emir von Aydın, Sandschak-Bey von Ohrid. 1464 folgte auf Şeremet Bey für ein Jahr als Sandschak-Bey Ballaban Badera, bekannt durch seine Schlachten gegen Skanderbeg.
Während der türkische Historiker Halil İnalcık die Ansicht vertrat, dass der Sandschak Elbasan nach dem Bau der Festung Elbasan 1466 eingerichtet wurde, deuten Hinweise des zeitgenössischen osmanischen Chronisten Tursun Bey darauf hin, dass Elbasan zuerst zum Sandschak Ohrid gehörte.
1466 wurden der damalige Erzbischof von Ohrid, Dorotheus, seine Kleriker und seine Bojaren nach Istanbul verbannt, vielleicht wegen ihrer anti-osmanischen Aktivitäten während des über 24-jährigen Aufstands Skanderbegs. Ein Jahr später wurden zahlreiche Christen aus Ohrid, Üsküb, Serez und Kesriye nach Elbasan deportiert.
Das ausführliche Steuerregister vom Jahr 1519 erwähnt für den Sandschak Ohrid die Gerichtsbezirke (türkisch kaza) von Ohri, Debre, Akçahisar und Mat. Es wurden vier Städte, sechs Festungen (darunter die Festung Ohrid), 849 Dörfer, 32.648 christliche und 623 muslimische Familien gezählt.
Bauern aus dem Sandschak-Gebiet von Ohrid nahmen 1564 für ein Jahr am Bauernaufstand von Mariovo und Pirlepe teil. Wegen anhaltender Unruhen in diesem Sandschak wurde am 25. Juli 1571 vorgeschlagen, den Sandschak Ohrid in zwei Hälften zu teilen, um so die öffentliche Sicherheit zu erhöhen.
Das Steuerregister vom Jahr 1583 führt drei Gerichtsbezirke und 13 Nahiye auf. Nach einer späteren Ausdehnung hatte der Sandschak 22 Nahiye, 6 auf dem Gebiet des heutigen Nordmazedoniens und 16 auf dem Gebiet des heutigen Albaniens. Es gab eine erhebliche Zahl ethnischer Albaner im Sandschak Ohrid.
1613 verordneten die osmanischen Behörden die Zerstörung aller neu erbauten Kirchen in den Dörfern des Sandschaks Ohrid. Mitte des 17. Jahrhunderts widmete der osmanische Schriftsteller Evliya Çelebi ein ganzes Kapitel in seinem Seyahatnâme dem Sandschak Ohrid.
Im Herbst 1794 schloss Kara Mahmud Bushati den Sandschak Ohrid seinem halbautonomen Paschalik Shkodra an. Zwischen 1796 und 1797 herrschte Ahmed Muhtar Pascha, der Sohn von Tepedelenli Ali Pascha, über den Sandschak. Von 1820 bis 1831 regierte ein weiteres Mitglied der Shkodraner Bushati-Familie, Mustafa Raschid Pascha Bushati, über den Sandschak.
Die Verwaltungsgliederung des Eyâlets Rumelien wurde auf Grundlage des Hatt-ı Şerifs von Gülhane vom 21. Juni 1836 reformiert und die Gebiete der Sandschaks wurden erheblich verändert, während der Sandschak Ohrid ein Arpalik der Valide Sultan wurde. Bis 1864 war er noch Teil des Eyâlets Rumelien, das mittlerweile Eyâlet Manastir hieß, während der Gerichtsbezirk von Kruja schon früher dem Sandschak Shkodra zugeschlagen worden war. Nach der Errichtung des Vilâyets Manastır im Jahr 1864 hörte der Sandschak Ohrid auf zu existieren und wurde in den Sandschak Manastır eingebunden.